# كريستوفر مارتن بينيا
كريستوفر مارتن بينيا (بالإنجليزية: Christopher Martin Peña)‏ مواليد 5 يوليو 1986 في سان دييغو، هو ملاكم محترف أمريكي يصنف ضمن فئة وزن الريشة.

## إحصائيات
خاض خلال مسيرته 39 نزالا، فاز في 29 وتعادل في 3 وخسر في 7. فاز بالضربة القاضية في 9 نزالات.

## روابط خارجية
- كريستوفر مارتن بينيا على موقع بوكس ريك (الإنجليزية) (registration required)